# Liste der Kreisstraßen im Landkreis Havelland
Die Liste der Kreisstraßen im Landkreis Havelland ist eine Auflistung der Kreisstraßen im brandenburgischen Landkreis Havelland.

## Abkürzungen
- K: Kreisstraße
- L: Landesstraße

## Liste
Die Kreisstraßen behalten die ihnen zugewiesene Nummer nicht bei einem Wechsel in einen anderen Landkreis oder in eine kreisfreie Stadt. Nicht vorhandene bzw. nicht nachgewiesene Kreisstraßen werden in Kursivdruck gekennzeichnet, ebenso Straßen und Straßenabschnitte, die unabhängig vom Grund (Herabstufung zu einer Gemeindestraße oder Höherstufung) keine Kreisstraßen mehr sind.
Der Straßenverlauf wird in der Regel von Nord nach Süd und von West nach Ost angegeben.
| Nr.    | Verlauf |
| ------ | --- |
| K 6301 | L 16 – Wansdorf – Kreisgrenze – (K 6505 im Landkreis Oberhavel)                                                    |
| K 6302 | L 16 in Pausin – L 201 in Alt Brieselang                                                                           |
| K 6303 | L 161 – L 202 in Brieselang                                                                                        |
| K 6304 | in Elstal – Priort – K 6305 – Kreisgrenze – (Potsdam)                                                              |
| K 6305 | L 204 in Buchow-Karpzow – K 6304 in Priort                                                                         |
| K 6306 | L 91 in Gohlitz – Niebede – Tremmen – K 6307 – L 86                                                                |
| K 6307 | K 6306 in Tremmen – L 92 in Zachow bei Nauen                                                                       |
| K 6308 | L 91 – Groß Behnitz – Klein Behnitz – Kreisgrenze – (K 6942 im Landkreis Potsdam-Mittelmark)                       |
| K 6309 | L 173 in Hertefeld – in Nauen                                                                                      |
| K 6310 | Ebereschenhof – in Börnicke                                                                                        |
| K 6311 | L 98 in Mütlitz – Garlitz – L 982 – L 99 in Barnewitz                                                              |
| K 6312 | L 174 in Brädikow – Paulinenaue – K 6329 –                                                                         |
| K 6313 | – Haage – Senzke –                                                                                                 |
| K 6314 | – Landin – Kriele                                                                                                  |
| K 6315 | in Rhinsmühlen – Kotzen – L 982 in Nennhausen                                                                      |
| K 6316 | L 17 – Görne – |
| K 6317 | Ferchesar – in Stechow                                                                                             |
| K 6318 | L 96 in Nitzahn – Möthlitz – Bahnitz                                                                               |
| K 6319 | L 97 in Schmetzdorf – Zollchow – L 964 in Vieritz                                                                  |
| K 6320 | in Hohennauen – Lötze – Semlin – in Rathenow                                                                       |
| K 6322 | – Wassersuppe – Witzke                                                                                             |
| K 6323 | Parey – in Hohennauen                                                                                              |
| K 6325 | (K 6815 im Landkreis Ostprignitz-Ruppin) – Kreisgrenze – Neuwerder                                                 |
| K 6326 | Gülpe – L 175 in Wolsier                                                                                           |
| K 6327 | L 96 in Milow – Wilhelminenthal – Neudessau – Landesgrenze – (K 1202 im Landkreis Jerichower Land, Sachsen-Anhalt) |
| K 6329 | K 6312 in Paulinenaue – L 173 in Berge bei Nauen                                                                   |
| K 6330 | – Buckow – L 96 in Rathenow                                                                                        |